# Anno Mitsumasa

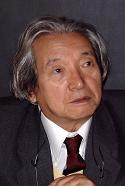
Anno Mitsumasa

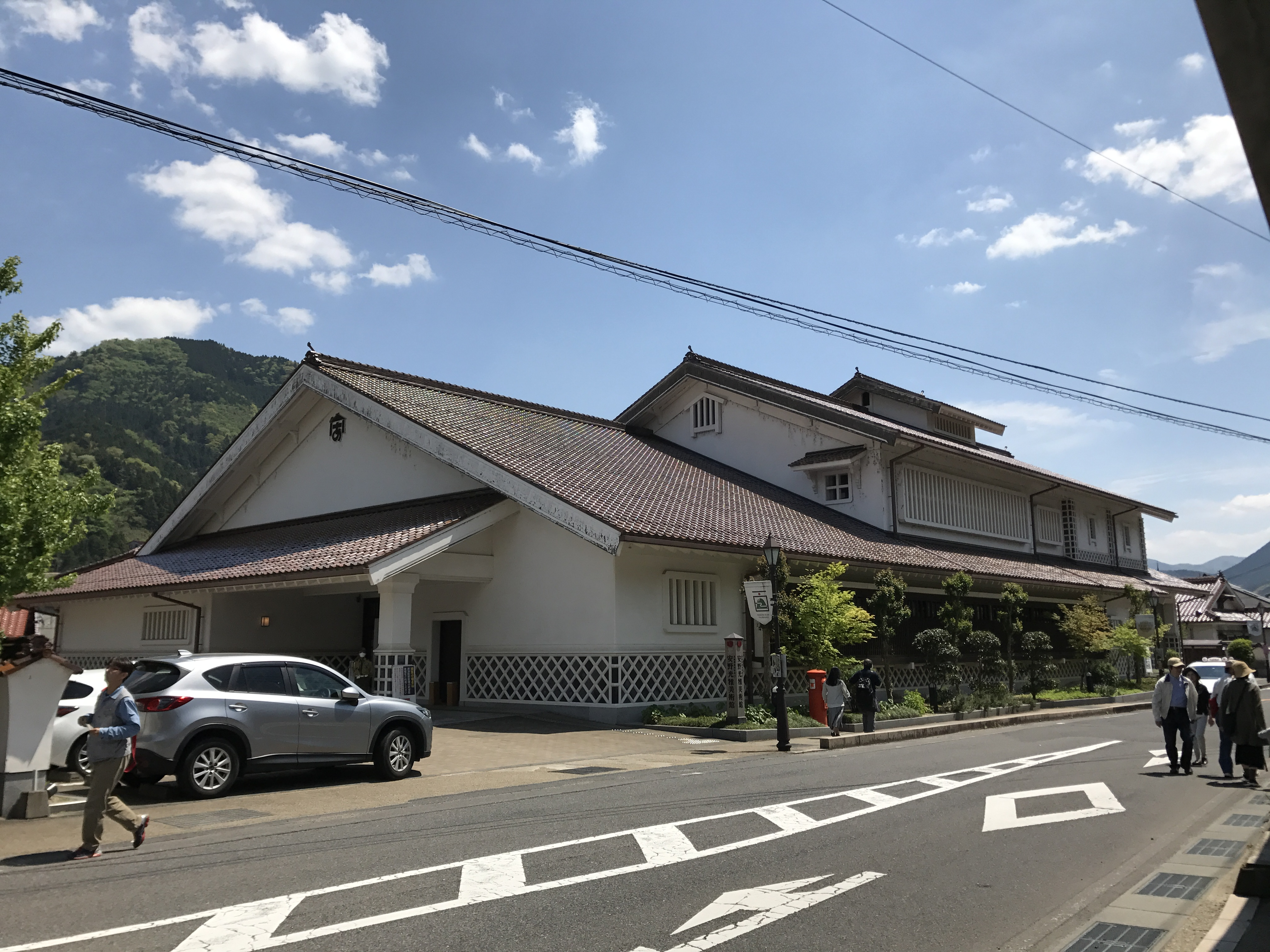
Anno Museum in Tsuwano

Anno Mitsumasa (japanisch 安野 光雅; geboren 20. März 1926 in Tsuwano (Präfektur Shimane); gestorben 24. Dezember 2020 in der Präfektur Tokio) war ein japanischer Maler, Einbandgestalter und Illustrator.

## Leben und Wirken
Anno Mitsumasa machte eine Ausbildung als Lehrer an der Pädagogischen Hochschule Yamaguchi (山口師範学校, Yamaguchi shihan gakkō). Nachdem er eine Zeitlang als Zeichenlehrer an einer Grundschule gearbeitet hatte, machte er sich als Illustrator selbstständig. Von Eschers Malerei angezogen, erregte er 1968 mit seinem Bilderbuch „Damashi-e“ (だまし絵), das er mit einer Art „Trompe-l’oeil“-Technik mit vielen Zwergen gestaltete, Aufmerksamkeit.
Mit „ABC no hon – hesomagari no arufabetto“ (ABCの本―へそまがりのアルファベット) – „Das ABC-Buch – Das Alphabet eines Querkopfes“ 1974 gewann Anno den „Geijutsu senshō monbu daijin shinjin-shō“ (芸術選奨文部大臣新人賞) – den „Förderpreis des Kultusministers für den Nachwuchs“, und für „Aiueo no hon“ (あいうえおの本) – etwa „Das Buch zum ABC“ 1976 erhielt er den „Gold Apple Award“ der „Bratislava International Picture Book Original Painting Exhibition“ (BIB). Anno zeichnete einzigartige Bilderbücher rund um die Welt der Zahlen, wie „Hajimete deau sūgaku no hon“ (はじめてであうすうがくの本) – „Erste Begegnung mit der Rechenkunst“ 1972 und „Utsukushii sūgaku – shūgō“ (美しい数学―集合) – „Schöne Mathematik – eine Sammlung“ 1974.
Anno hat auch lyrischen Bilderbüchern gestaltet wie „Gashū – no no hana to kohibito“ (画集 野の花と小人たち) – „Bildband – Blumen draußen und Zwerge“ 1976, für das er den „Shogakukan Painting Award“ erhielt, und „Uta no ehon“ (歌の絵本) – „Bilderbuch zum Gesang“ 1977. Er verfasste eine Vielzahl von Büchern in allen Bereichen, wie Landschaftsmalerei, Bilderbücher, Einbände und Essays. Er erhielt auch internationale Anerkennung, darunter 1984 den „Hans Christian Andersen Award for Painters“, den „Brooklyn Museum Award“, den „Boston Globe Hornbook Award“, die „Kate Greenaway Medal“ und 1978 den „Bologna Children's Book Exhibition Graphic Award“.
Zu Annos Essay-Bänden gehören „Kūsō kōbō“ (空想工房) – „Träumerei-Werkstatt“ 1979, „Mitsumasa Anno – Bunshū“ (安野光雅・文集) – „Anno Mitsumasa – Textsammlung“ 6 Bände 1995, „Sango jūgo“ (散語拾語) – etwa „Vermischte Worte – zehn Vokabeln“ 1996, in dem er 311 schwierige Fragen und Antworten darstellt, und „Furusato e no kaeru michi“ (故郷へ帰る道) – „Auf dem Weg in die Heimat“ 2000.
1988 wurde Anno mit der staatlichen Ehrenmedaille, 2008 mit dem Kikuchi-Kan-Preis ausgezeichnet und 2012 als Person mit besonderen kulturellen Verdiensten geehrt. In Annos Heimatstadt Tsuwano wurde 2002 das Kunstmuseum „Anno Mitsumasa bijutsukan“ (安野光雅美術館) eröffnet.